# Ricardo Flores Magón, Ahome
Ricardo Flores Magón är en ort i Mexiko.   Den ligger i kommunen Ahome och delstaten Sinaloa, i den västra delen av landet, 1 200 km nordväst om huvudstaden Mexico City. Ricardo Flores Magón ligger 13 meter över havet och antalet invånare är 1 993.
Terrängen runt Ricardo Flores Magón är mycket platt. Runt Ricardo Flores Magón är det ganska tätbefolkat, med 83 invånare per kvadratkilometer. Närmaste större samhälle är Los Mochis, 5,8 km norr om Ricardo Flores Magón. 